# トーマス・ホフ
トーマス・ホフ（Tomas Hoff、1973年6月9日 - ）は、アメリカ合衆国の元男子バレーボール選手。現役時代のポジションはミドルブロッカー。元アメリカ代表。

## 来歴

### クラブチーム
シカゴ出身。オハイオ州立大学で2年間過ごし、1994年ロングビーチ州立大学へ編入した。1998年、ギリシャのKtisifon Peaniaへ入団しバレーボール選手としてのキャリアをスタートさせる。1999年には日本のVリーグ東レアローズでプレーし、第6回Vリーグで準優勝へ導き自身もベスト6とスパイク賞を受賞した。第7回Vリーグでもベスト6とスパイク賞を受賞した。2001年、Iraklis Thessalonikiへ移籍し、2001/02シーズンのギリシャリーグとギリシャカップで優勝を果たした。2004/05シーズンは再びIraklis Thessalonikiでプレーし、チームを3年ぶりの優勝へ導いた。また、欧州チャンピオンズリーグでは準優勝となった。2006/07シーズンはロシアリーグのBelogorie Belgorodで、2007/08シーズンはFakel Novy Urengoyでプレーした。2008/09シーズンはギリシャリーグのOlympiacosへ移籍し、リーグ優勝に貢献した。

### 代表チーム
1998年、アメリカ代表に初選出され、同年の世界選手権でデビューした。2000年、シドニー五輪に出場した。2003年に代表復帰し、ワールドカップでは4位となった。2004年、アテネ五輪に出場した。2005年からは代表チームで主将を務め、同年のグラチャンで銀メダルを獲得した。2007年のワールドカップで4位となった。2008年の北京五輪では金メダルを獲得した。2009年の北中米選手権をもって現役を引退した。

## 球歴
- オリンピック - 2000年、2004年、2008年
- 世界選手権 - 1998年、2006年
- ワールドカップ - 2003年、2007年
- グラチャン - 2005年

## 受賞歴
- 2000年　第6回Vリーグ ベスト6、スパイク賞
- 2001年　第7回Vリーグ ベスト6、スパイク賞
- 2005年　2004/05ギリシャリーグ　MVP
- 2006年　欧州チャンピオンズリーグ　ベストスパイカー賞

## 所属クラブ
- オハイオ州立大学
- ロングビーチ州立大学
- Ktisifon Peania（1998-1999年）
- 東レアローズ（1999-2001年）
- Iraklis Thessaloniki（2001-2002年）
- Aris Thessaloniki（2002-2003年）
- Iraklis Thessaloniki（2003-2006年）
- Belogorie Belgorod（2006-2007年）
- Fakel Novy Urengoy（2007-2008年）
- Olympiacos（2008-2009年）